# 北川剛
北川 剛（きたがわ たけし、本名：北川 毅（きたがわ たけし）、1965年1月1日 - ）は1980年代に活躍した歌手、俳優。兵庫県神戸市出身。滝川中学校・高等学校卒業。現役時代の事務所はテイクワン・ミュージック、レコード会社はRVC（現BMG JAPAN）。

## 来歴
地元・神戸市で1982年の夏にスカウトされ、翌1983年にドラマ「オサラバ坂に陽が昇る」で芸能界デビュー。同年9月5日には、「握手でグッバイ」で歌手デビュー。1984年1月には中野サンプラザなど3ヶ所でコンサート。1985年には芸名を観音子剛に改名、ドラマ「かぐや姫・とんで初体験!?」に出演したが、その後引退。

## 人物
デビュー当時の身長は183センチ、体重は78キロ。
芸能界にスカウトされなかったら将来はプロレスラーか力士になろうと考えていた。
高校時代はサッカーの選手で、100メートル走のベストタイムは11.3秒。
その一方で同じく高校時代にバンドを結成、ドラムやベースを担当した。
TBSテレビ「8時だョ!全員集合」出演時、「夢うつつ」を、通常の舞台袖からの登場ではなく客席側から登場して歌った。。 

## 音楽
シングル
- 「握手でグッバイ／センチメンタル・ハーバー」1983年9月5日
- 「夢うつつ／ポータブルラジオが歌ってた」1984年1月21日
- 「ヒーロー HOLDING OUT FOR A HERO／サマーナイト・コール」1984年5月21日
  - ボニー・タイラーのカバー。

アルバム
- 「握手でグッバイ」1983年12月1日
- 「握手でグッバイ+4」2012年12月7日 - ボーナス・トラックを追加した上記アルバムのCD化

## テレビドラマ
- オサラバ坂に陽が昇る - 松村史郎役
- かぐや姫・とんで初体験!?
- 大都会25時 第16話「熱い夜 最も危険なゲーム」

## ラジオ
- 「北川剛のGO!GO!キックオフ」
  - エド山口のまんてんワイド内にて放送。